# The Mystery of Wickham Hall
The Mystery of Wickham Hall è un cortometraggio muto del 1914. Il nome del regista non viene riportato nei credit del film che, prodotto dalla Powers Picture Plays e sceneggiato da Bess Meredyth, aveva come interpreti Cleo Madison, Edwin Alexander, Ray Gallagher, Ray Hanford, Beatrice Van.

## Trama
Inghilterra, 1700. Le terre di sir Henry Marston e quelle di sir John Wickham sono confinanti. A Marston, strozzato dai debiti, vengono confiscate, passando a Wickham. Quest'ultimo offre allora al vicino la possibilità di rientrarne in possesso se gli concederà in cambio la mano di sua figlia Nadine. La ragazza, pur se innamorata del cugino Arthur, si sacrifica e sposa Wickham. Ben presto, però, Netta, l'ex amante di Wickman, rientra nelle grazie del baronetto che comincia a trascurare la giovane sposa anche se questa gli ha appena dato una figlia. Netta, per mettere completamente fuori gioco la rivale, scrive al vecchio innamorato di Nadine, Arthur, una lettera dove gli chiede aiuto, firmandola con il nome della sua amata. Lui, ovviamente, corre subito da lei ma ha uno scontro con Wickman. I due uomini, sfidatisi a duello, restano entrambi uccisi.

Quattro generazioni dopo, il dramma si ripete. Qui, ci sono sir John Wickham, sua figlia Nadine e il fidanzato Arthur. Questa volta, a perdere le terre è Wickman, mentre è Marston a proporre il matrimonio con figlia del vicino in cambio delle sue proprietà. Nadine, al contrario della sua antenata, non accetta il patto scellerato anche a costo di rovinare suo padre. Intando Netta, una perfida coquette incapricciata di Arthur, trama per separarlo dalla fidanzata. Fingendo di essersi storta una caviglia, si fa trovare abbarbicata a lui da Nadine, sopraggiunta in quel momento, che vedendoli così fraintende la situazione. Stordita e disillusa, appena tornata a casa, la ragazza accetta la proposta di Marston.

Alla vigilia delle nozze, com'è da tradizione del casato, Nadine viene lasciata sola nel salone di Wickham Hall dove, lei sola, potrà vedere gli spettri che infestano il maniero. Le appaiono allora i fantasmi dell'antico dramma che aveva avuto come protagonisti i suoi antenati. Prostrata, cade a terra. La trova così Arthur, corso da lei perché ha creduto di averla sentita chiamarlo. Decide che Nadine non dovrà sposare Marston. Wickham congeda lo sposo respinto, mentre Arthur accoglie tra le braccia la sua fidanzata.

## Produzione
Il film fu prodotto da Pat Powers per la sua casa di produzione, la Powers Picture Plays.

## Distribuzione
Distribuito dalla Universal Film Manufacturing Company, il film - un cortometraggio in tre bobine - uscì nelle sale statunitensi il 26 giugno 1914.